# Ostap Jureczko
Ostap Jureczko, ukr. Остап Юречко (zm. w 1945) – ukraiński mieszkaniec Rożniatowa, Sprawiedliwy wśród Narodów Świata, ofiara zbrodni ukraińskich nacjonalistów.
Podczas okupacji niemieckiej mieszkający w Rożniatowie Ostap Jureczko (zwany "Stachem") pomagał w niesieniu pomocy Żydom Polakowi Michałowi Jagiełłowiczowi. W domu Jagiełłowicza ukrycie znalazło 18 Żydów.
Gdy wiosną 1944 roku Jagiełłowicz musiał uciekać przed banderowcami, ciężar opieki nad Żydami spadł na Ostapa Jureczkę. Pilnował on bezpieczeństwa osób, które wciąż kryły się w domu Polaka i dostarczał im pożywienie. Żydzi przetrwali do zajęcia tych terenów przez Armię Czerwoną w sierpniu 1944 roku.
Ostap Jureczko zmarł w 1945 roku kilka dni po tym, jak został śmiertelnie zraniony przez banderowców. 
W 2006 roku Instytut Jad Waszem pośmiertnie uhonorował Ostapa Jureczkę i Michała Jagiełłowicza tytułami Sprawiedliwych wśród Narodów Świata. 